# Leo Watson
Leo Watson (* 27. Februar 1898 in Kansas City, Missouri; † 2. Mai 1950 in Los Angeles, Kalifornien) war ein amerikanischer Jazzsänger.

## Leben
Watson begann seine Karriere als exzentrischer Scat-Sänger mit Auftritten in der Whitman Sisters Show in New York, wohin er 1929 zog. Die Background-Gruppe machte sich bald darauf mit Watson selbständig als Spirits of Rhythm mit Virgil Scroggins (Schlagzeug, Gesang), Wilbur und Douglas Daniels (Tipples, Gesang) und Buddy Burton an der Gitarre, später ersetzt durch Teddy Bunn. „Tipples“ war ihr Ausdruck für die verschiedensten improvisierten Instrumente, die sie verwendeten – so spielte Scroggins mit Staubwedeln auf in Papier gewickelten Koffern und Watson auf einer Art Ukulele. Watson imitierte mit seinem schnellen Vocalise selbst Posaunisten und war als Meister der Improvisation seiner Zeit weit voraus. Er beeinflusste damit spätere Jazzsänger wie Mel Tormé und Slim Gaillard. Ihre Musik ist in Aufnahmen der Spirits von 1933/34 dokumentiert und in Gastauftritten mit den Washboard Rhythm Kings.
Nachdem sich die Spirits aufgelöst hatten, bemühten sich eine Reihe bekannter Stars, Leo Watson zu einer Solokarriere zu verhelfen; so spielte er ab 1937 im New Yorker Onyx Club mit John Kirby und spielte auch kurz 1938 bei Artie Shaw, der für Watson einen textlosen Chorus in den Cole-Porter-Titel „I've a Strange New Rhythm in My Heart“ (Brunswick 1937) einbaute, das eines der frühen Beispiele für Scatgesang (anstelle von Refraingesang) war. Gene Krupa engagierte ihn für acht Monate für eine Tournee in Nagasaki, wovon ebenfalls Aufnahmen existieren. Die Andrew Sisters überzeugten Decca davon, Leo Watson eine erste Solo-Aufnahmesitzung zu gewähren.
1939 trat er mit Jimmy Mundys Big Band auf. Auch nach ihrer Auflösung kam es immer wieder zu Neuauflagen der Spirits, wie 1941 für den Musikfilm Sweetheart of the Campus und 1946 in Los Angeles mit Slim & Slam (Slim Gaillard und Slam Stewart). Watson wohnte ab 1943 in Los Angeles (wo er auch kurz im Film Stormy Weather von 1943 auftrat) und trat zuletzt gelegentlich als Solist in Cabarets auf und mit Slim Gaillard. Doch seine produktiven Zeiten waren vorbei; er saß wegen illegalem Drogenbesitz im Gefängnis und war meist auf Gelegenheitsjobs außerhalb des Musikgeschäfts angewiesen, so als Kellner oder in einer Munitionsfabrik. Er starb an einer Lungenentzündung.
Neben seinen Aufnahmen mit Gene Krupa, Artie Shaw, Leonard Feather und den Spirits gibt es auch zwei Solo-Aufnahmen (1939, 1946) bei Decca und Signature Records.

## Würdigung
Der Autor Will Friedwald schrieb über die Person und sein Wirken: „Nur bei oberflächlichem Hören könnte man meinen, dass seine scheinbar sinnlosen Scat-Chorusse seine geistige Verwirrung deutlich machen. Im Grunde genommen hatte Watson sich jedoch gerade dann unter Kontrolle, wenn er sang. Seine Gesangspassagen, besonders die Scat-Chorusse, zeigen sein ausgezeichnetes Gefühl für Struktur, Symmetrie und innere Logik.“